# Хэмптон, Фред
Фредрик Аллен Хэмптон-старший (англ. Fredrick Allen Hampton Sr.; 30 августа 1948, Чикаго — 4 декабря 1969, там же) — афроамериканский общественно-политический активист леворадикального толка. Получил известность как один из лидеров «Черных пантер», заместитель национального председателя партии и руководитель отделения в штате Иллинойс.
Как афроамериканец левых взглядов, он стремился к объединению на основе классового сознания всех угнетённых, несмотря на их расовую принадлежность, и основал «Радужную коалицию» — известную мультикультурную политическую организацию, в которую изначально входили «Чёрные пантеры», «Молодые патриоты» (организовавшие белых бедняков) и «Молодые лорды» (организовавшие латиноамериканцев), чтобы положить конец междоусобицам и сообща работать над социальными изменениями. Считавший себя сторонником марксизма-ленинизма Хэмптон называл величайшей угрозой фашизм.
В 1967 году Федеральное бюро расследований (ФБР) определило Хэмптона как радикальную угрозу. Оно пыталось подорвать его деятельность в Чикаго, сея дезинформацию среди чёрных прогрессивных групп и внедрив своего агента в местную организацию «Чёрных пантер». В декабре 1969 года Хэмптона накачали барбитуратами и застрелили в своей постели во время ночного рейда на его квартиру в Чикаго тактического подразделения прокуратуры округа Кук, полицейского управления Чикаго и ФБР. Правоохранительные органы произвели более 90 выстрелов по квартире, с противоположной стороны был лишь один случайный выстрел. Во время рейда также был убит соратник Хэмптона по партии Марк Кларк, а ещё несколько других получили серьезные ранения. В январе 1970 года коронер округа Кук провёл расследование; присяжные пришли к выводу, что смерть Хэмптона и Кларка была «оправданным убийством».
Позже был подан гражданский иск от имени выживших и родственников Хэмптона и Кларка. Он был разрешён в 1982 году путем урегулирования спора в размере 1,85 миллиона долларов (что эквивалентно 5,19 млн долларов в 2021 году); Федеральное правительство США, округ Кук и город Чикаго выплатили группе из девяти истцов по одной трети суммы. Учитывая разоблачения незаконной программы COINTELPRO и документов, связанных с убийствами, современные исследователи считают смерть Хэмптона убийством по инициативе ФБР.

## Биография

### Юность и начало деятельности
Хэмптон родился 30 августа 1948 года в современном Саммит-Арго, штат Иллинойс и в возрасте 10 лет перебрался с родителями в другой пригород Чикаго, Мэйвуд. Его родители, приехавшие из Луизианы в ходе Великой миграции афроамериканцев начала XX века, были рабочими компании Argo Starch Company, производившей кукурузный крахмал. В юности Фред проявлял одарённость как в учебе, так и в спорте; он окончил среднюю школу Proviso East High School с отличием и грамотой в 1966 году. Уже тогда проявлялось, что он не мог мириться с несправедливостью: с 10 лет он по выходным готовил еду для других нуждающихся детей из района, что можно считать предшественником программы бесплатных завтраков «Чёрных пантер». В старшей школе он руководил разнообразными студенческими забастовками. Он поступил в Тритонский младший колледж в соседнем Ривер-Гроув, штат Иллинойс, где специализировался в области юриспруденции. 
В 1966 году 18-летний Фред Хэмптон стал читать труды коммунистических революционеров (Че Гевару, Хо Ши Мина, Мао Цзэдуна), отождествляя себя с социалистической борьбой народов «Третьего мира» и призывая не просто к окончанию Вьетнамской войны, но и к победе Северного Вьетнама.
Хэмптон стал активным членом Национальной ассоциации содействия прогрессу цветного населения (NAACP) и взял на себя руководство Молодёжным советом её Западного пригородного отделения. В качестве молодёжного организатора NAACP он демонстрировал лидерские способности: в 27-тысячном сообществе он сумел собрать полутысячную молодёжную группу.

### «Чёрные пантеры» в Чикаго
Тем временем в стране росла известность Партии чёрных пантер (ПЧП), чья программа из десяти пунктов, в которой самоопределение чернокожих сочеталось с марксистской и маоистской классовой критикой, привлекла интерес Хэмптона. В ноябре 1968 года он присоединился к зарождающемуся отделению партии в Иллинойсе, основанному в конце 1967 года Бобом Брауном, организатором Студенческого координационного комитета ненасильственных действий (SNCC). Хэмптон, ставший в 1969 году заместителем председателя отделения ПЧП в Иллинойсе, вёл активную деятельность по искоренению сексизма, объявленного партией контрреволюционным, и в 1970 году порядка 40-70 % членов ПЧП составляли женщины.
Власти искали любые способы устранить активистов радикальной организации, и вскоре Хэмптона обвинили в нападении на водителя грузовика с мороженым, краже батончиков мороженого на сумму 71 доллар и раздаче их детям на улице. В мае 1969 года он был приговорён к лишению свободы на срок от двух до пяти лет (многие авторы, например, Фрэнк Б. Уилдерсон III, считают это частью направленных против «Чёрных пантер» и других оппозиционеров операций COINTELPRO, включавших преследования по сфабрикованным обвинениям).
В течение 1970 года Хэмптон, его друзья и соратники добились многих успехов в Чикаго — например, пакта о ненападении между заметнейшими уличными бандами Чикаго. Подчёркивая, что расовые и этнические конфликты только помогают держать жителей в нищете, Хэмптон стремился создать многорасовый союз на классовой и антирасистской основе между «Чёрными пантерами», «Организацией молодых патриотов» (объединяющей белых бедняков-выходцев из южных штатов) и латиноамериканской группой «Молодые лорды» под руководством Хосе Ча Ча Хименеса (его дважды арестовывали вместе с Хэмптоном).
Этот союз стал основой первой «Радужной коалиции». Позже к ней присоединилась общенациональная организация «новых левых» «Студенты за демократическое общество», латиноамериканские «Коричневые береты», «Движение американских индейцев» и маоистская Партия красной гвардии. О формировании коалиции Хэмптон объявил на пресс-конференции в мае 1969 года. С этого момента её участники действовали совместно, присутствовали на мероприятиях, протестах и демонстрациях друг друга, борясь с общими проблемами: бедностью, коррупцией, плохими условиями жизни, расизмом, полицейской жестокостью.
Благодаря организаторским способностям, ораторскому дару и харизме Хэмптона его авторитет в «Чёрных пантерах» стремительно рос. Став лидером чикагского отделения, он организовывал еженедельные митинги, участвовал в забастовках, тесно сотрудничал с местной Народной клиникой ПЧП, каждый день с 6 утра проводил занятия по политическому воспитанию и инициировал общественный надзор за полицией, не говоря уже о его роли в программе бесплатных завтраков ПЧП. Когда Боб Браун покинул партию вместе с Кваме Туре (Стокли Кармайклом) в спровоцированном ФБР, Хэмптон стал председателем Партии чёрных пантер штата Иллинойс, что автоматически делало его также заместителем председателя национальной БПП. По мере того, как ФБР в рамках COINTELPRO уничтожало членов общенационального руководства «пантер», значение Хэмптона в национальной партийной иерархии становилось всё весомее. В итоге, он был в очереди на назначение начальником штаба ЦК партии — и дошёл бы до этого положения, если бы сам не был убит 4 декабря 1969 года.

### Расследование ФБР
ФБР считало, что лидерские и коммуникативные качества Хэмптона делают его серьёзной угрозой, и внимательно следило за его действиями. Расследования показали, что директор ФБР Дж. Эдгар Гувер был полон решимости предотвратить формирование сплоченного движения чернокожих в Соединенных Штатах. Гувер считал, что «Пантеры», «Молодые патриоты», «Молодые лорды» и их радикальные коалиции, подобные созданной Хэмптоном в Чикаго, грозят США полноценной революцией.
ФБР открыло дело на Хэмптона в 1967 году. Бюро прослушивало телефон матери Хэмптона с февраля 1968 года и к маю поместило революционера в «Индекс агитаторов». В конце 1968 года отдел по расовым вопросам местного отделения ФБР в Чикаго заслал в окружение Хэмптона Уильяма О’Нила, недавно арестовывавшегося за кражу автомобилей и выдачу себя за федерального офицера; О’Нил согласился внедриться в ПЧП в обмен на снятие с него обвинений и денежную оплату.
О’Нил присоединился к партии и быстро поднялся в организации, став директором отдела безопасности и телохранителем Хэмптона. В 1969 году ответственный специальный агент ФБР в Сан-Франциско отправил Гуверу результаты своего расследования, показавшего, что, по крайней мере, в его городе «Пантеры» в основном кормили детей завтраками. Гувер ответил служебной запиской, в которой говорилось, что карьерные перспективы агента зависят от предоставления доказательств, подтверждающих точку зрения Гувера о том, что ПЧП была «склонной к насилию организацией, стремящейся свергнуть правительство революционными средствами».
Документы, полученные Сенатом в начале 1970-х годов, показали, что ФБР активно поощряло насилие между «Пантерами» и другими радикальными группами. ФБР работало над тем, чтобы подорвать связи Хэмптона с другими радикальными организациями. Если поручение бюро О’Нилу «создать раскол» между партией и «Студентами за демократическое общество»(например, посредством кампании дезинформации и расистских карикатур якобы от имени «Пантер») успехом не увенчалось, то между «Пантерами» и уличной бандой «Блэкстоунские рейнджеры» ФБР, используя анонимные письма, сумело посеять недоверие и в конечном итоге спровоцировать руками О’Нила столкновение 2 апреля 1969 года.
В начале октября Хэмптон и его подруга Дебора Джонсон (ныне известная как Акуа Нджери), беременная их ребёнком (будущий Фред Хэмптон-младший), арендовали четырехкомнатную квартиру по адресу поближе к штаб-квартире ПЧП. В следующем месяце Хэмптон отправился в Калифорнию, чтобы выступить перед Ассоциацией студентов-юристов Калифорнийского университета в Лос-Анджелесе, и встретился с национальным руководством ПЧП (теми из них, кто ещё оставались в живых), которое ввело его в центральный комитет партии. Вскоре он должен был занять должность начальника штаба и главного спикера организации.

## Убийство

### Подготовка
В рамках операции COINTELPRO ФБР устроило вооруженный рейд с участием полиции Чикаго и офиса прокурора округа Кук Эдварда Ханрахана (Хэмптон накануне резко раскритиковал того, заявив, что под прикрытием «борьбы с бандами» он ведёт «войну с чернокожей молодежью») на квартиру Хэмптона, получив подробную информацию от О’Нила. Для проведения предрассветного рейда была организована усиленная группа государственной специальной прокуратуры в составе 14 человек с ордером на обыск для выявления «незаконного оружия».
Вечером 3 декабря Хэмптон вёл курс политического воспитания в местной церкви. После этого, как обычно, его сопровождали в его квартиру на Монро-стрит Джонсон и несколько «Пантер»: Блэр Андерсон, Джеймс Грейди, Рональд «Док» Сэтчелл, Гарольд Белл, Верлина Брюэр, Луис Трулок, Бренда Харрис и Марк Кларк. Уже бывший на месте О’Нил приготовил ужин, подмешав Хэмптону в напиток секобарбитал, чтобы он не проснулся во время полицейского рейда. Около 1:30 ночи 4 декабря Хэмптон заснул на полуслове, разговаривая с матерью по телефону.

### Рейд
В 4 утра к месту происшествия прибыла хорошо вооружённая группа полиции, разделенная на две группы. В 4:45 утра, они штурмовали квартиру. В квартире ночное дежурство нёс вооружённый дробовиком соратник Хэмптона Марк Кларк, мнгновенно убитый полицейскими выстрелами в грудь (единственный выстрел в потолок со стороны Кларка и «Пантер» вообще был произведён, когда он перенёс рефлекторную смертельную конвульсию).
Хэмптон, накачанный барбитуратами предателем О’Нилом, спал с супругой, которая была на девятом месяце беременности их ребенком. Полицейские силой вывели её из комнаты, пока Хэмптон лежал без сознания в постели. Затем силовики расстреляли спальню, ранив спящего Хэмптона. По данным Национального управления архивов и документации, «после этого офицер дважды выстрелил ему в голову». Выстрелы были произведены в упор. По словам Джонсон, после этого прозвучали слова офицера: «Сейчас он в порядке и мёртв».
Тело Хэмптона втащили в дверной проем спальни и бросили в луже крови. Офицеры открыли огонь по оставшимся в северной спальне: все «пантеры», находившиеся там — Брюэр, Сэтчел, Андерсон и Харрис, — были серьёзно ранены, избиты и выброшены на улицу, а затем арестованы по обвинению в «нападении с отягчающими обстоятельствами» и «покушении на убийство офицеров».
Семь «Пантер», переживших рейд, были обвинены большим жюри в покушении на убийство, вооружённом насилии и других преступлениях (впоследствии все обвинения были сняты). В ходе судебного разбирательства полицейское управление Чикаго заявило, что «Пантеры» якобы первыми открыли огонь, но расследование показало, что полиция произвела от 90 до 99 выстрелов, в то время как единственный выстрел «Пантер» был из выпавшего ружья Кларка.
После обыска квартира осталась без охраны. «Черные пантеры» отправили нескольких своих людей в сопровождении видеооператора Майка Грея и фотографа Норриса Макнамары, чтобы задокументировать место преступления. Эти кадры сыграли важную роль в доказательстве того, что рейд был спланированным убийством. Отснятый материал позже был выпущен как часть документального фильма 1971 года «Убийство Фреда Хэмптона». После взломаофиса ФБР в Пенсильвании стало известно о существовании нелегальной контрразведывательной программы COINTELPRO. Одним из документов, обнародованных после взлома, был план квартиры Хэмптона; в другом документе излагалась сделка, которую ФБР заключило при посредничестве заместителя генерального прокурора США Ричарда Кляйндинста, чтобы скрыть свою роль в гибели Хэмптона и существовании COINTELPRO. Когда эта программа была раскрыта, многие убедились, что полицейский рейд и убийство Хэмптона были проведены властями в её рамках.

### Последствия
На пресс-конференции на следующий день полиция объявила, что подверглась нападению со стороны «чрезвычайно злобных» «чёрных пантер» и была вынуждена защищаться. На следующей пресс-конференции 8 декабря руководство полиции похвалило штурмовую группу за их «замечательную сдержанность», «храбрость» и «профессиональную дисциплину». По итогам «внутреннего расследования» полиция заявила, что их коллеги по штурмовой группе «использовали законные средства для пресечения нападения». Однако представленные фотографические «доказательства пулевых отверстий», якобы сделанных выстрелами «Пантер», вскоре были опровергнуты журналистами. Полиция назвала свой налёт на квартиру Хэмптона «перестрелкой».(«shootout»), в ответ «Чёрные пантеры» — назвали это «расстрелом» («shoot-in»).
На похороны Хэмптона пришли пять тысяч человек. Надгробные речи произносили чернокожие лидеры, в том числе Джесси Джексон и Ральф Абернати, преемник убитого Мартина Лютера Кинга-младшего на посту главы Конференции южного христианского руководства. По словам Джексона, «когда Фреда застрелили в Чикаго, чернокожие и вообще все порядочные люди повсюду истекали кровью». Заупокойную мессу отслужил чернокожий католический священник Джордж Клементс, бывший наставником Хэмптона и капелланом местной организации «Чёрных пантер», предоставлявшим им свой приход в качестве убежища.
Леворадикальная организация «Weather Underground» решила ответить на убийство Хэмптона подрывом ряда полицейских машин 6 декабря
11 и 12 декабря две конкурирующие ежедневные газеты, консервативная Chicago Tribune и либеральная Chicago Sun-Times, опубликовали противоположные отчёты о событиях: первая попыталась выдать шляпки от гвоздей за следы выстрелов оружия «пантер», вторая разоблачила её благодаря редактору студенческой газеты Wright College News Джеку Челлему, посетившему место происшествия сразу после преступления.
Через четыре недели после того, как она стала свидетелем смерти Хэмптона от рук полиции, Джонсон родила их сына Фреда Хэмптона-младшего.
Активисты за гражданские права Рой Уилкинс и Рэмси Кларк (известные как «Комиссия по расследованию деятельности Черных пантер и полиции») впоследствии утверждали, что полиция Чикаго убила Хэмптона без оправдания или провокации, также нарушив конституционные права «Пантер» против необоснованных обысков.
Большое федеральное жюри не предъявило никаких обвинений никому из лиц, причастных к планированию или проведению рейда, включая офицеров, ответственных за убийство Хэмптона О’Нил, который передал ФБР план квартиры и накачал Хэмптона наркотиками, позже признал свою причастность к организации рейда. Он покончил жизнь самоубийством 15 января 1990 года.

### В популярной культуре
27-минутный документальный фильм «Смерть черной пантеры: история Фреда Хэмптона» был использован в качестве доказательства в гражданском иске. Документальный фильм 2002 года «The Weather Underground» подробно показывает влияние Хэмптона и его смерти на эту группу, хотя сам Хэмптон держался от них на расстоянии.
Большая часть первой половины 12-го эпизода сериала «Eyes on the Prize» «Нация закона?» посвящена хронике деятельности Хэмптона и внесудебных полицейских убийств. Эти события также изложены в кадрах документального фильма 2015 года «Чёрные пантеры: Авангард революции».
«Убийство Фреда Хэмптона» — документальный фильм, снятый изнутри движения и выпущенный в 1971 году.
В «Суде над Чикагской семёркой» (2020) Хэмптона играет Кельвин Харрисон-младший; его персонаж консультирует Бобби Сила, которому было отказано в адвокате и дело которого вскоре было выделено отдельно, выведя его из состава «Чикагской восьмёрки».
«Иуда и Черный Мессия» — фильм 2021 года режиссёра Шаки Кинга о предательстве О’Нилом Хэмптона, в роли которого снялся Дэниел Калуя. Премьера состоялась 1 февраля 2021 года на кинофестивале «Сандэнс». За свою игру Калуя получил премию Оскар за лучшую мужскую роль второго плана.